# بادشکن (مانگا)
بادشکن (به انگلیسی: Wind Breaker) یک مجموعه مانگای ژاپنی اثر ساتورو نی است که از ژانویه ۲۰۲۱ در وب‌سایت مجله کودانشا منتشر شد. یک مجموعه تلویزیونی انیمه اقتباسی توسط استودیوی کلوورورکس ساخته شد که از آوریل تا ژوئن ۲۰۲۴ منشتر گردید و فصل دوم سریال هم قرار است در آوریل ۲۰۲۵ پخش شود.

## داستان
هاروکا ساکورا از کودکی به خاطر داشتن ظاهر عجیب و نداشتن مهارت‌های اجتماعی از طرف دیگران طرد می‌شد. با این حال، سختی‌هایی که هاروکا از طرف دیگران متحمل شد، او را به یک مبارز ماهر تبدیل کرد؛ این حالا تنها چیزی است که به آن افتخار می‌کند. هاروکا در دبیرستان فورین ثبت نام می‌کند؛ جایی که به قدرت بدنی بیشتر از دروس تئوری اهمیت داده می‌شود. هاروکا اکنون تنها یک هدف دارد و آن بهترین شدن است.
هاروکا یک روز قبل از ثبت نام در یک نزاع خیابانی درگیر شده و آنجا با گروهی از همکلاسی‌های آینده‌اش آشنا می‌شود. آنها به جای اینکه او را طرد کنند، در کنار او می‌جنگند و نشان می‌دهند که دغدغه واقعی مدرسه، محافظت از شهر ماکوچی در برابر آسیب است. هاروکا که از حمایت و قدردانی مردم شهر غافلگیر شده، پذیرش حسن نیت آنها برایش مشکل است. اگرچه او با مهربانی دیگران ناآشنا است، اما باید یاد بگیرد که بر ناراحتی خود غلبه کند. او پس از تجربه این احساس، برای اولین بار متوجه می‌شود که به خاطر دیگران می‌جنگد.